# Продуцентът
„Продуцентът“ е български игрален филм от 1989 година на режисьора Милан Огнянов.

## Актьорски състав
Не е налична информация за актьорския състав.